# Heteragrion peregrinum
Heteragrion peregrinum är en trollsländeart som beskrevs av Williamson 1919. Heteragrion peregrinum ingår i släktet Heteragrion och familjen Megapodagrionidae. Inga underarter finns listade i Catalogue of Life.